# بني خلاد (سطيف)

بني خلاد أو أيـث خـــلاذ قرية من قرى بلدية أيت نوال مزادة دائرة بوعنداس بولاية سطيف الجزائرية. تتربع القرية على مساحة حوالي 12 كم مربع وعدد سكانها حوالي 2300 نسمة وتنقسم بحد ذاتها إلى خمسة أحياء هي:
- ثبلوط = إقسولن
- أيث سليمان
- آيث بصيره
- ثملوت = ثقمونت
- آيث هلال

## الموقع
لقرية بني خلاد موقع استراتيجي هام فهي تتوسط ثلاث بلديات هي بوعنداس وبوسلام وبلدية كنديرة التابعة لولاية بجاية.كمان القرية يشقها الطريق الوطني رقم 75.ولديها خزان بشري هام أغلبيتهم شباب هاجر إلى العاصمة وبجاية ومختلف المدن الجزائرية حتى وهران بحثا عن لقمة العيش.وللقرية إمكانيات كبيرة في ميدان الفلاحة والسياحة فهي منطقة تشتهر بغرس اشجار الجوز والتين والزيتون ومختلف الأشجار المثمرة كمالديها اراضي خصبة صالحة.ومجاري مائية لم تستغل.كماتحتوي على الاثار الرومانية.واراض شاسعة بلوطا الحوش وتيزي المال غير مستغلة.فلو استغلت احسن استغلال لتم القضاء على النزوح إلى العاصمة ومختلف المدن الجزائرية.
كما يحدها شمالا قرية آيت نوال وغربا قرية إحباشن التابعة لولاية بجاية ويحدها جنوبا بلدية بوسلام وشرقا قرية مزادة وبلدية بوعنداس تتوسط هذه القرية عين تسمى أبسان (لوطا ويرم).

## تاريخها
جاهدت وناضلت إبان ثورة التحرير مثل باقي الجزائريين الأحرار ودفعت ثمن الحرية بقائمة من الشهداء ونذكر منهم عبدلي عيسى، سليماني عيسى، إتوشن محند....الخ.
-للعلم يقال بالعربية بني خلاد.ولكن التسمية الصحيحة والأصلية والتي تعبر عن هوية القرية هي -أيث خلاد- لأن أيث بالعربة هي بني أو أهل.و«خلاد» جائت من «الخلاذ» وهي العجين الذي يستعمل لسد تشققات الصحن الطيني أو ما يعرف ب «تاربوط».ويحكى عن أصل هذه التسمية أنه قديما اشتد الصراع والتناحر بين مختلف القرى المتجاورة في المنطقة.فلم يجدوا من حل سوى أن يلتقوا عن طريق المصاهرة والانساب في هذه القرية.و التي أصبحت مع الوقت مزيج بين مختلف العروش.وبالتالي تم اجتناب ذلك الاحتدام بالروابط الأسرية التي هي أكبر من أي اعتبار.فكانت بمثاية الخلاذ الذي يشد الصحن ويحفظه من التصدع.

## اقتصادها
أما من الناحية الاقتصادية فهي قرية فقيرة أكثر من نصف أهلها هاجرو منها إلى العاصمة وبجاية
بحثا عن لقمة العيش فالمعيشة فيها صعبة خاصة أثناء الشتاء حيث الثلوج والبرد القارس 
حتى لا تخلو هذه القرية من السكان إتخذت الدولة إجراءات وقامت بتزويدهم بالكهرباء ومتوسطة وفي إطار مخطط الرئيس عبد العزيز بوتفليقة لكل بلدية ثانوية استفادت من مشروع الثانوية.